# タークーラ駅
タークーラ駅（英語: Tarcoola railway station）は、オーストラリア・南オーストラリア州タークーラにあるオーストラリア大陸横断鉄道の鉄道駅。地上駅である。駅員は配置されていない。大陸縦断鉄道に当たるアデレード＝ダーウィン鉄道が分岐する場所に近い。ここより南は、オーストラリア大陸横断鉄道と大陸縦断鉄道とが路線を共有している区間に当たる。

## 歴史

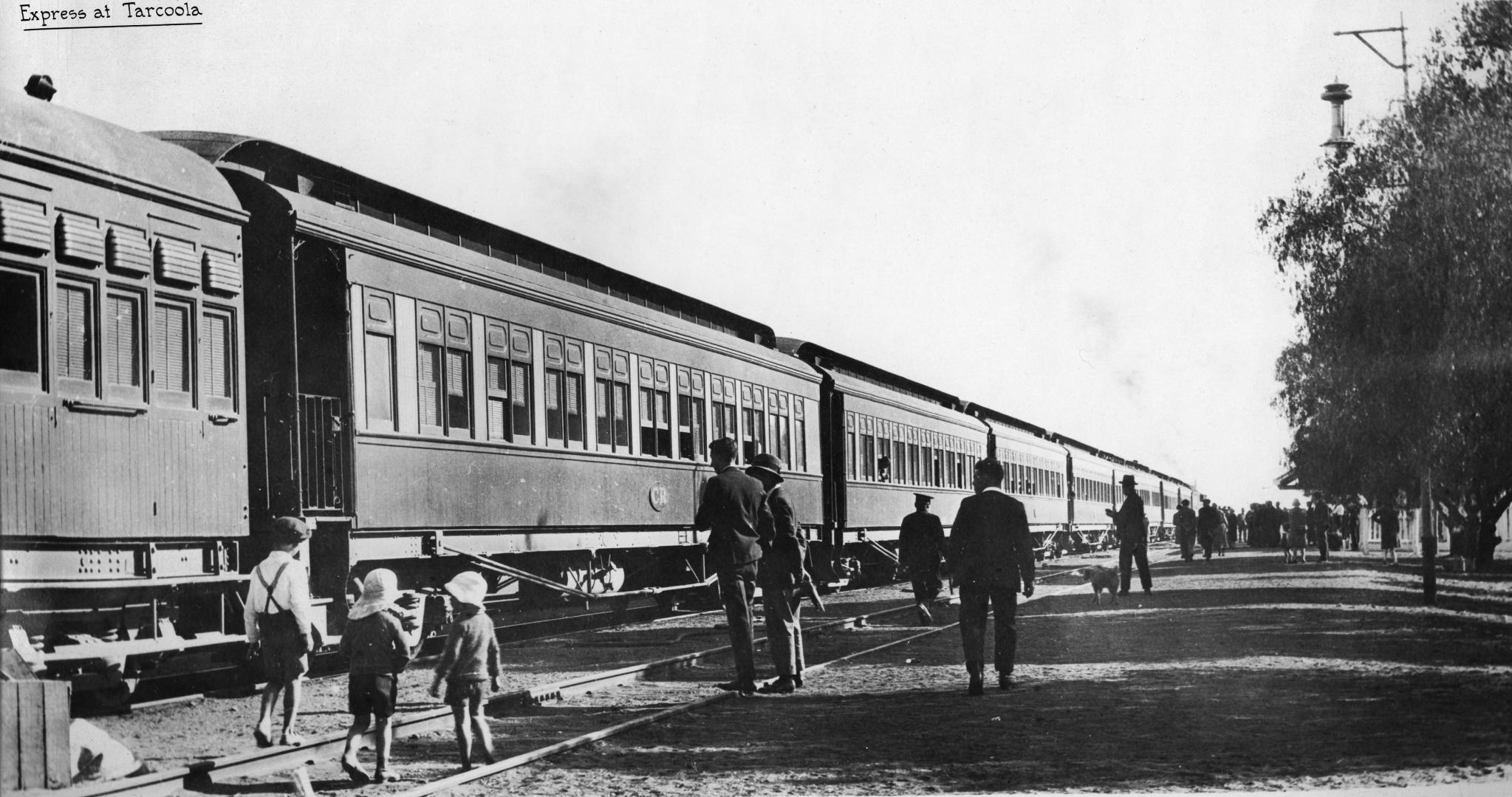
1920年代のタークーラ駅

オーストラリア大陸横断鉄道がタークーラ駅まで延伸してきたのは、1915年であった。2018年には、それまでは47 kg/mのレールを使用していたのが、60 kg/mのレールに改良された。この改良によって、これまでと比べて、車軸1本当たり、4トンの荷重負荷の増大に耐えられるようになった。